# Argentina la Jocurile Olimpice de vară din 2016
Argentina a participat la Jocurile Olimpice de vară din 2016 de la Rio de Janeiro în perioada 5 – 21 august 2016, cu o delegație de 213 de sportivi, care a concurat în 25 de sporturi. Cu un total de patru medalii, inclusiv trei de aur – cel mai bun rezultat de după Londra 1948 –, Argentina s-a aflat pe locul 27 în clasamentul final.

## Participanți
Delegația argentiniană a cuprins 213 de sportivi: 139 de bărbați și 74 de femei (rezervele la fotbal, handbal, hochei pe iarbă și scrimă nu sunt incluse). Cel mai tânăr atlet din delegația a fost trăgătoarea de tir Fernanda Russo (17 ani), cel mai vechi a fost navigatorul Santiago Lange (55 de ani).
| Sport            | Masculin | Feminin | Total |
| ---------------- | -------- | ------- | ----- |
| Atletism         | 7        | 6       | 13    |
| Baschet          | 12       | 0       | 12    |
| Box              | 6        | 0       | 6     |
| Caiac canoe      | 6        | 4       | 10    |
| Canotaj          | 1        | 1       | 2     |
| Ciclism          | 5        | 1       | 6     |
| Echitație        | 4        | 0       | 4     |
| Fotbal           | 18       | 0       | 18    |
| Gimnastică       | 1        | 1       | 2     |
| Golf             | 2        | 0       | 2     |
| Haltere          | 0        | 1       | 1     |
| Handbal          | 14       | 14      | 28    |
| Hochei pe iarbă  | 16       | 16      | 32    |
| Înot sincron     | _        | 2       | 2     |
| Judo             | 1        | 1       | 2     |
| Lupte            | 0        | 1       | 1     |
| Natație          | 3        | 2       | 5     |
| Navigație        | 8        | 5       | 13    |
| Pentatlon modern | 1        | 1       | 2     |
| Rugby în VII     | 12       | 0       | 12    |
| Scrimă           | 0        | 1       | 1     |
| Tenis            | 6        | 0       | 6     |
| Tir              | 2        | 3       | 5     |
| Triatlon         | 2        | 0       | 2     |
| Volei            | 12       | 14      | 26    |
| Total            | 139      | 74      | 213   |

## Medaliați
| Medalie | Nume | Sport           | Probă            | Dată      |
| ------- | --- | --------------- | ---------------- | --------- |
| Aur     | Paula Pareto | Judo            | 48 kg feminin    | 6 august  |
| Aur     | Santiago Lange Cecilia Carranza Saroli | Navigație       | Nacra 17         | 16 august |
| Aur     | Echipa națională masculină Juan Manuel Vivaldi Gonzalo Peillat Juan Ignacio Gilardi Facundo Callioni Lucas Rey Matías Paredes Joaquín Menini Lucas Vila Luca Masso Ignacio Ortiz Juan Martín Lopez Juan Manuel Saladino Matías Rey Manuel Brunet Agustín Mazzilli Lucas Rossi Pedro Ibarra Isidoro Ibarra | Hochei pe iarbă | Turneul masculin | 18 august |
| Argint  | Juan Martín del Potro | Tenis           | Simplu masculin  | 14 august |

## Scrimă
| Sportiv                   | Probă         | Primul tur    | Al doilea tur       | Al treilea tur | Sfert de finală | Semifinală    | Finala mică/Finala mare | Finala mică/Finala mare |
| Sportiv                   | Probă         | Adversar Scor | Adversar Scor       | Adversar Scor  | Adversar Scor   | Adversar Scor | Adversar Scor           | Loc                     |
| ------------------------- | ------------- | ------------- | ------------------- | -------------- | --------------- | ------------- | ----------------------- | ----------------------- |
| María Belén Pérez Maurice | Sabie feminin | PAS           | Berder (FRA) P 6–15 | Nu a avansat   | Nu a avansat    | Nu a avansat  | Nu a avansat            | Nu a avansat            |